# Bale Atu (Bukit)
Bale Atu is een bestuurslaag in het regentschap Bener Meriah van de provincie Atjeh, Indonesië. Bale Atu telt 796 inwoners (volkstelling 2010).